# A3 (cohete)
A3 fue la designación de un tipo de cohete alemán diseñado en 1935 por un equipo dirigido por Wernher von Braun y concebido como banco de pruebas de lo que sería un cohete más grande y avanzado, el A4, más conocido como V2, el primer misil balístico del mundo.
Estaba equipado con un sistema de guiado consistente en tres giroscopios y dos acelerómetros. Los cuatro lanzamientos de prueba de este tipo de cohete fueron fallidos, lo cual dio lugar a que se rediseñase totalmente, dando lugar al A5 (que seguía siendo un cohete de pruebas donde probar los conceptos que llevarían al A4).
Dado que el A3 tenía un alcance mayor que el de sus predecesores, el campo de pruebas se trasladó de Kummersdorf a la isla de Greifswalder Oie (frente a la orilla del lugar donde se estaban construyendo las históricas instalaciones de Peenemünde).
El propulsante consistía en oxígeno líquido y un 75% de alcohol, con un tiempo de combustión de 45 segundos. Como innovación, el A3 llevaba un tanque de nitrógeno líquido (en el interior del tanque de oxígeno líquido) para presurizar las líneas de propulsante, previo calentamiento del nitrógeno mediante pequeños elementos eléctricos. También se añadió una pequeña cámara fotográfica para registrar las medidas de los instrumentos situados en el morro.

## Lanzamientos

### 4 de diciembre de 1937
Primer lanzamiento de un A3. El cohete (con 6,5 m de largo, 70 cm de diámetro y 750 kg de peso, de los cuales 450 kg eran de propulsante presurizado a 20 atmósferas) alcanzó 100 metros de altura. El motor ocupaba los 2 primeros metros del fuselaje y proporcionaba un empuje de 1,5 toneladas, con una velocidad de los gases de escape de unos 1900 m/s y un tiempo de combustión esperado de 45 segundos. El paracaídas del cohete se abrió prematuramente a los tres segundos del lanzamiento y el motor falló a los 6,5 segundos. El cohete cayó a 300 metros del punto de lanzamiento, explotando.

### 6 de diciembre de 1937
El cohete alcanzó 100 metros de altura. Falló de un modo similar al anterior.

### 8 de diciembre de 1937
El cohete alcanzó 100 metros de altura. El paracaídas no llegó a desplegarse y el motor falló a los pocos segundos del lanzamiento. El cohete cayó en el agua y se hundió.
Último lanzamiento de un A3. El cohete alcanzó el kilómetro de altura. Se lanzó sin el paracaídas que había dado problemas con los dos primeros lanzamientos y en medio de una densa niebla. Entre los 800 y los 1000 metros perdió el curso y acabó cayendo al mar. Análisis posteriores determinaron que el viento, de 8 m/s, era demasiado fuerte para que las superficies de control mantuvieran la estabilidad del cohete, y otros estudios demostraron que a la baja velocidad del despegue un viento de tan solo 4 m/s habría desestabilizado el cohete. Este resultado llevó a abandonar la configuración del A3 y rediseñarlo para construir el A5.

## Características
- Empuje: 14.700 kN
- Masa: 740 kg
- Diámetro: 0,67 m
- Longitud: 6,74 m
- Envergadura: 0,93 m